# Ян Румл
Ян Румл (чеськ. Jan Ruml; нар. 5 березня 1953, Прага) — чеський політичний і державний діяч, колишній член уряду, міністр внутрішніх справ Чеської Республіки в 1992—1997 роках.

## Біографія
У 1976 році Румл закінчив гімназію в Празі.
З 1972 до 1989 роки змінив більше десятка професій. За період більше десяти років Румл був кочегаром, дроворубом, продавцем книжок, санітаром, незалежним журналістом (одним із засновників самвидавної газети «Lidové noviny»).
З 1981 до 1982 роки Румл був політв'язнем.
1989—1990 роки — працював журналістом, був одним із засновників щотижневої політичної газети «Respekt»
1990—1992 роки — заступник федерального міністра внутрішніх справ, президент федеральної поліції.
1992 рік — член федерального парламенту Чеської і Словацької федеративної Республіки від Громадянської демократичної партії
1992—1997 роки — міністр внутрішніх справ Чеської Республіки. На посаді міністра Ян Румл здійснив реформу Міністерства внутрішніх справа Чехії. За його головування після Оксамитової революції 1989 року було проведено демілітаризацію МВС, ліквідовано внутрішні війська, війська швидкого реагування, прикордонну охорону та політичну поліцію.
1996—1998 роки — депутат чеського парламенту від Громадської демократичної партії.
1998—1999 роки — лідер Союзу свободи.
1998—2004 роки — сенатор парламенту від Союзу свободи.
У 2002 р. Ян Румл закінчив юридичний факультет Університету Західної Богемії в Плзені, отримавши ступінь бакалавра державного управління, а в 2004 р. став магістром права.
З 2000 до 2004 рік Румл обіймав посаду заступника спікера сенату Чехії.
З 2004 р. Румл розпочав юридичну неполітичну кар'єру, займаючись правовим, економічним та адміністративним консультуванням.
У 2006 р. він отримав посаду молодшого юриста, а в 2010 році отримав посвідчення адвоката.
Паралельно з юридичною кар'єрою Ян Румл є співробітником впливової чеської громадської організації «Людина в біді», підрозділу з прав людини (Білорусь, Куба), президентом Асоціації громадської Білорусі, членом чеського підрозділу Міжнародного комітету за демократію на Кубі, президентом опікунської ради Консультаційного Центру в справах біженців, президентом опікунської ради «Respekt Institute», президентом опікунської ради Фундації з безпеки дорожнього руху.
Вільно володіє німецькою та російською мовами.

## Сімейний стан
Ян Румл одружений і має двох дітей.